# Fußball-Weltmeisterschaft 1966/Gruppe A
In diesem Artikel werden die Spiele der Gruppe A der Fußball-Weltmeisterschaft 1966 gelistet.
| Pl. | Land       | Sp. | S | U | N | Tore    | Diff. | Punkte |
| --- | ---------- | --- | - | - | - | ------- | ----- | ------ |
| 1.  | England    | 3   | 2 | 1 | 0 | 004:000 | +4    | 05:10  |
| 2.  | Uruguay    | 3   | 1 | 2 | 0 | 002:100 | +1    | 04:20  |
| 3.  | Mexiko     | 3   | 0 | 2 | 1 | 001:300 | −2    | 02:40  |
| 4.  | Frankreich | 3   | 0 | 1 | 2 | 002:500 | −3    | 01:50  |

## England – Uruguay 0:0
| England                                                | England | Uruguay | Uruguay |
| ------------------------------------------------------ | --- | --- | ------- |
| England                                                | \| 1. Spieltag (Eröffnungsspiel) \| \| 11. Juli 1966 um 19:30 Uhr in London (Wembley-Stadion) \| \| Zuschauer: 87.148 \| \| Schiedsrichter: István Zsolt ( Ungarn) \| \| Spielbericht \| | \| 1. Spieltag (Eröffnungsspiel) \| \| 11. Juli 1966 um 19:30 Uhr in London (Wembley-Stadion) \| \| Zuschauer: 87.148 \| \| Schiedsrichter: István Zsolt ( Ungarn) \| \| Spielbericht \|              | Uruguay |
| England                                                | Gordon Banks – George Cohen, Jack Charlton, Bobby Moore , Ray Wilson – Nobby Stiles, Bobby Charlton, Alan Ball – John Connelly, Jimmy Greaves, Roger Hunt Cheftrainer: Alf Ramsey        | Ladislao Mazurkiewicz – Luis Ubiña, Horacio Troche , Jorge Manicera, Omar Caetano – Néstor Gonçalves, Milton Viera – Julio Cortés, Pedro Rocha, Héctor Silva, Domingo Pérez Cheftrainer: Ondino Viera | Uruguay |
| 1. Spieltag (Eröffnungsspiel)                          | | |         |
| 11. Juli 1966 um 19:30 Uhr in London (Wembley-Stadion) | | |         |
| Zuschauer: 87.148                                      | | |         |
| Schiedsrichter: István Zsolt ( Ungarn)                 | | |         |
| Spielbericht                                           | | |         |

## Frankreich – Mexiko 1:1 (0:0)
| Frankreich                                             | Frankreich | Mexiko | Mexiko |
| ------------------------------------------------------ | --- | --- | ------ |
| Frankreich                                             | \| 1. Spieltag \| \| 13. Juli 1966 um 19:30 Uhr in London (Wembley-Stadion) \| \| Zuschauer: 69.237 \| \| Schiedsrichter: Menahem Ashkenazi ( Israel) \| \| Spielbericht \|                                        | \| 1. Spieltag \| \| 13. Juli 1966 um 19:30 Uhr in London (Wembley-Stadion) \| \| Zuschauer: 69.237 \| \| Schiedsrichter: Menahem Ashkenazi ( Israel) \| \| Spielbericht \|                                        | Mexiko |
| Frankreich                                             | Marcel Aubour – Jean Djorkaeff, Marcel Artelesa , Robert Budzynski, Gabriel De Michèle – Robert Herbin, Bernard Bosquier, Joseph Bonnel – Nestor Combin, Philippe Gondet, Gérard Hausser Cheftrainer: Henri Guérin | Ignacio Calderón – Arturo Chaires, Gustavo Peña , Gabriel Núñez, Guillermo Hernández – Salvador Reyes, Magdaleno Mercado, Isidoro Díaz – Javier Fragoso, Enrique Borja, Aarón Padilla Cheftrainer: Ignacio Trelles | Mexiko |
| Frankreich                                             | 1:1 Hausser (62.) | 0:1 Borja (48.) | Mexiko |
| 1. Spieltag                                            | | |        |
| 13. Juli 1966 um 19:30 Uhr in London (Wembley-Stadion) | | |        |
| Zuschauer: 69.237                                      | | |        |
| Schiedsrichter: Menahem Ashkenazi ( Israel)            | | |        |
| Spielbericht                                           | | |        |

## Uruguay – Frankreich 2:1 (2:1)
| Uruguay                                                   | Uruguay | Frankreich | Frankreich |
| --------------------------------------------------------- | --- | --- | ---------- |
| Uruguay                                                   | \| 2. Spieltag \| \| 15. Juli 1966 um 19:30 Uhr in London (White City Stadion) \| \| Zuschauer: 45.662 \| \| Schiedsrichter: Karol Galba ( Tschechoslowakei) \| \| Spielbericht \|                  | \| 2. Spieltag \| \| 15. Juli 1966 um 19:30 Uhr in London (White City Stadion) \| \| Zuschauer: 45.662 \| \| Schiedsrichter: Karol Galba ( Tschechoslowakei) \| \| Spielbericht \|                                | Frankreich |
| Uruguay                                                   | Ladislao Mazurkiewicz – Luis Ubiña, Horacio Troche , Jorge Manicera, Omar Caetano – Néstor Gonçalves, Milton Viera – Julio Cortés, Pedro Rocha, José Sasía, Domingo Pérez Cheftrainer: Ondino Viera | Marcel Aubour – Jean Djorkaeff, Marcel Artelesa , Robert Budzynski, Bernard Bosquier – Joseph Bonnel, Héctor De Bourgoing, Yves Herbet – Jacques Simon, Philippe Gondet, Gérard Hausser Cheftrainer: Henri Guérin | Frankreich |
| Uruguay                                                   | 1:1 Rocha (27.) 2:1 Cortés (32.) | 0:1 De Bourgoing (15., Foulelfmeter) | Frankreich |
| 2. Spieltag                                               | | |            |
| 15. Juli 1966 um 19:30 Uhr in London (White City Stadion) | | |            |
| Zuschauer: 45.662                                         | | |            |
| Schiedsrichter: Karol Galba ( Tschechoslowakei)           | | |            |
| Spielbericht                                              | | |            |

## England – Mexiko 2:0 (1:0)
| England                                                | England | Mexiko | Mexiko |
| ------------------------------------------------------ | --- | --- | ------ |
| England                                                | \| 2. Spieltag \| \| 16. Juli 1966 um 15:00 Uhr in London (Wembley-Stadion) \| \| Zuschauer: 92.570 \| \| Schiedsrichter: Concetto Lo Bello ( Italien) \| \| Spielbericht \|        | \| 2. Spieltag \| \| 16. Juli 1966 um 15:00 Uhr in London (Wembley-Stadion) \| \| Zuschauer: 92.570 \| \| Schiedsrichter: Concetto Lo Bello ( Italien) \| \| Spielbericht \|                                       | Mexiko |
| England                                                | Gordon Banks – George Cohen, Jack Charlton, Bobby Moore , Ray Wilson – Nobby Stiles, Bobby Charlton, Martin Peters – Terry Paine, Jimmy Greaves, Roger Hunt Cheftrainer: Alf Ramsey | Ignacio Calderón – Jesús del Muro – Arturo Chaires, Gustavo Peña , Gabriel Núñez, Guillermo Hernández, Ignacio Jáuregui – Salvador Reyes, Isidoro Díaz – Enrique Borja, Aarón Padilla Cheftrainer: Ignacio Trelles | Mexiko |
| England                                                | 1:0 B. Charlton (37.) 2:0 Hunt (75.) | | Mexiko |
| 2. Spieltag                                            | | |        |
| 16. Juli 1966 um 15:00 Uhr in London (Wembley-Stadion) | | |        |
| Zuschauer: 92.570                                      | | |        |
| Schiedsrichter: Concetto Lo Bello ( Italien)           | | |        |
| Spielbericht                                           | | |        |

## Uruguay – Mexiko 0:0
| Uruguay                                                | Uruguay | Mexiko | Mexiko |
| ------------------------------------------------------ | --- | --- | ------ |
| Uruguay                                                | \| 3. Spieltag \| \| 19. Juli 1966 um 16:30 Uhr in London (Wembley-Stadion) \| \| Zuschauer: 61.112 \| \| Schiedsrichter: Bertil Lööw ( Schweden) \| \| Spielbericht \|                             | \| 3. Spieltag \| \| 19. Juli 1966 um 16:30 Uhr in London (Wembley-Stadion) \| \| Zuschauer: 61.112 \| \| Schiedsrichter: Bertil Lööw ( Schweden) \| \| Spielbericht \|                                              | Mexiko |
| Uruguay                                                | Ladislao Mazurkiewicz – Luis Ubiña, Horacio Troche , Jorge Manicera, Omar Caetano – Néstor Gonçalves, Milton Viera – Julio Cortés, Pedro Rocha, José Sasía, Domingo Pérez Cheftrainer: Ondino Viera | Antonio Carbajal – Arturo Chaires, Gustavo Peña , Gabriel Núñez, Guillermo Hernández – Salvador Reyes, Magdaleno Mercado, Isidoro Díaz – Ernesto Cisneros, Enrique Borja, Aarón Padilla Cheftrainer: Ignacio Trelles | Mexiko |
| 3. Spieltag                                            | | |        |
| 19. Juli 1966 um 16:30 Uhr in London (Wembley-Stadion) | | |        |
| Zuschauer: 61.112                                      | | |        |
| Schiedsrichter: Bertil Lööw ( Schweden)                | | |        |
| Spielbericht                                           | | |        |

## England – Frankreich 2:0 (1:0)
| England                                                | England | Frankreich | Frankreich |
| ------------------------------------------------------ | --- | --- | ---------- |
| England                                                | \| 3. Spieltag \| \| 20. Juli 1966 um 19:30 Uhr in London (Wembley-Stadion) \| \| Zuschauer: 98.270 \| \| Schiedsrichter: Arturo Yamasaki ( Peru) \| \| Spielbericht \|               | \| 3. Spieltag \| \| 20. Juli 1966 um 19:30 Uhr in London (Wembley-Stadion) \| \| Zuschauer: 98.270 \| \| Schiedsrichter: Arturo Yamasaki ( Peru) \| \| Spielbericht \|                                     | Frankreich |
| England                                                | Gordon Banks – George Cohen, Jack Charlton, Bobby Moore , Ray Wilson – Nobby Stiles, Bobby Charlton, Martin Peters – Ian Callaghan, Jimmy Greaves, Roger Hunt Cheftrainer: Alf Ramsey | Marcel Aubour – Jean Djorkaeff, Marcel Artelesa , Robert Budzynski, Bernard Bosquier – Joseph Bonnel, Robert Herbin, Yves Herbet – Jacques Simon, Philippe Gondet, Gérard Hausser Cheftrainer: Henri Guérin | Frankreich |
| England                                                | 1:0 Hunt (38.) 2:0 Hunt (75.) | | Frankreich |
| 3. Spieltag                                            | | |            |
| 20. Juli 1966 um 19:30 Uhr in London (Wembley-Stadion) | | |            |
| Zuschauer: 98.270                                      | | |            |
| Schiedsrichter: Arturo Yamasaki ( Peru)                | | |            |
| Spielbericht                                           | | |            |